# Jeroen van Veen
Jeroen van Veen (26 ottobre 1974) è un bassista olandese, famoso per la sua militanza nei Within Temptation.
Precedentemente, Jeroen è stato membro dei Voyage e degli Spina Bifida, ed è in grado di suonare, oltre al basso, anche la batteria. Ha all'attivo un progetto parallelo chiamato JIM Generator.

## Discografia

### Con i Voyage
- 1996 – Embrace

### Con i Within Temptation
- 1997 – Enter
- 2000 – Mother Earth
- 2004 – The Silent Force
- 2007 – The Heart of Everything
- 2011 – The Unforgiving
- 2013 – The Q-Music Sessions
- 2014 – Hydra

### Altre apparizioni
- AA.VV. – Paradise of the Underground (1995) - con i The Circle